# Malarka (chutor)
Malarka (biał. Малярка, Malarka; ros. Молярка, Molarka) – chutor na Białorusi, w obwodzie grodzieńskim, w rejonie ostrowieckim, w sielsowiecie Ryteń.

## Historia
Pod zaborami wieś i folwark, w II Rzeczypospolitej wieś. W XIX i w początkach XX w. położona była w Rosji, w guberni wileńskiej, w powiecie zawilejskim/święciańskim, w gminie Kiemeliszki. W 1905 roku wymieniono dwa zaścianki. Zaścianek Słotwińskiego liczył 25 mieszkańców, 45 dziesięcin; zaścianek Sawczyńskiego liczył 5 mieszkańców, 4 dziesięciny.
Po I wojnie światowej pod administracją polską, w Zarządzie Cywilnym Ziem Wschodnich. W latach 1920–1922 w składzie Litwy Środkowej.
Od 11 kwietnia 1922 wieś leżała w Polsce, w województwie wileńskim, w powiecie święciańskim, w gminie Kiemieliszki.
W 1931 w 8 domach zamieszkiwały 43 osoby.
Po II wojnie światowej w granicach Związku Sowieckiego. Od 1991 w niepodległej Białorusi.